# Pfetterhouse
Pfetterhouse é uma comuna francesa na região administrativa de Grande Leste, no departamento Alto Reno. Estende-se por uma área de 14,28 km². Em 2010 a comuna tinha 984 habitantes (densidade: 68,9 hab./km²).